# Гезрули
Гезрули (груз. გეზრული) — село в Грузии, на территории Чиатурского муниципалитета края (мхаре) Имеретия.

## География
Село находится на западе центральной части Грузии, в долине реки Гезрули (бассейн Квирилы), на расстоянии приблизительно 14 километров (по прямой) к юго-юго-западу от города Чиатура, административного центра муниципалитета. Абсолютная высота — 637 метров над уровнем моря.

## Население
В данных переписи 2002 года упомянуты два населённых пункта: Шуа-Гезрули (302 человека) и Кведа-Гезрули (274 человека).
По результатам официальной переписи населения 2014 года, в Гезрули проживало 323 человека (163 мужчины и 160 женщин). В национальной структуре населения грузины составляли 100 %.